# یلشنگا
یلشنگا (به لهستانی: Jeleśnia) یک روستا در لهستان است که در گمینا یلشنگا واقع شده‌است. یلشنگا ۴٬۰۹۸ نفر جمعیت دارد.